# Liste der Baudenkmale in Goslar - Bäckerstraße
In der Liste der Baudenkmale in Goslar - Bäckerstraße sind alle Baudenkmale in der Bäckerstraße der niedersächsischen Gemeinde Goslar aufgelistet. Die Quelle der Baudenkmale ist der Denkmalatlas Niedersachsen. Der Stand der Liste ist der 25. September 2022.

## Allgemein
In den Spalten befinden sich folgende Informationen:
- Lage: die Adresse des Baudenkmales und die geographischen Koordinaten. Kartenansicht, um Koordinaten zu setzen. In der Kartenansicht sind Baudenkmale ohne Koordinaten mit einem roten Marker dargestellt und können in der Karte gesetzt werden. Baudenkmale ohne Bild sind mit einem blauen Marker gekennzeichnet, Baudenkmale mit Bild mit einem grünen Marker.
- Bezeichnung: Bezeichnung des Baudenkmales
- Beschreibung: die Beschreibung des Baudenkmales. Unter § 3 Abs. 2 NDSchG werden Einzeldenkmale und unter § 3 Abs. 3 NDSchG Gruppen baulicher Anlagen und deren Bestandteile ausgewiesen.
- ID: die Objekt-ID des Baudenkmales
- Bild: ein Bild des Baudenkmales, ggf. zusätzlich mit einem Link zu weiteren Fotos des Baudenkmals im Medienarchiv Wikimedia Commons. Wenn man auf das Kamerasymbol klickt, können Fotos zu Baudenkmalen aus dieser Liste hochgeladen werden:

Zurück zur Hauptliste
| Lage                                              | Bezeichnung               | Beschreibung | ID       | Bild |
| ------------------------------------------------- | ------------------------- | --- | -------- | ---- |
| Bäckerstraße 51° 54′ 29″ N, 10° 25′ 44″ O         | Straßenraum               | | 36591154 |      |
| Bäckerstraße 1 51° 54′ 21″ N, 10° 25′ 24″ O       | Wohn-/ Geschäftshaus      | Dreigeschossiges Gebäude mit Walmdach in Ziegeldeckung, traufständiges Eckhaus. Im EG Ladeneinbau der 1950er Jahre mit Schaufensterverglasung, zur Bäringerstraße Arkadengang; OG mit Schiefer verkleidet. | 36512246 |      |
| Bäckerstraße 2 51° 54′ 21″ N, 10° 25′ 24″ O       | Haus Kabelitz             | Dreigeschossiger Fachwerkbau mit Satteldach in Schieferdeckung, traufständig. Fassade fachwerksichtig, EG mit Ladeneinbau aus dem 19. Jh., OGs vorkragend, jeweils äußere Fassadenseiten erkerartig vorspringend; Brüstungsbohlen mit Halbrosetten und Fächerrosetten dekoriert, farbig gefasst, Schwellen und Füllhölzer mit Schiffskehlen, in den Füllhölzern mit eingelegten Taustäben. Inschrift auf der Setzschwelle mit Datierung „anno 1606“. | 36512272 |      |
| Bäckerstraße 2 51° 54′ 22″ N, 10° 25′ 24″ O       | Hinterhaus                | Dreigeschossiger Fachwerkbau mit Satteldach in Ziegeldeckung, rückwärtiger Anbau. Fassade im EG fachwerksichtig, OGs mit Holz verschalt. | 36557270 | BW   |
| Bäckerstraße 3 51° 54′ 22″ N, 10° 25′ 25″ O       | Wohn-/ Wirtschaftsgebäude | Dreigeschossiger Fachwerkbau mit Satteldach, traufständig. Fassade fachwerksichtig, mittig gelegenes Dälentor mit Wappen und Inschrift „Anno Domini 1592 den 24. July“, rechts davon ehemalige Däle mit durchlaufenden Ständern, links ehemaliger Wohnteil als vorkragendes Zwischengeschoss, ehemaliger Speicherboden im Oberstock vorkragend in den 1980er Jahren als Laubengang geöffnet. Brüstungsbohlen mit Blendarkaden, Stockwerksschwellen mit Schiffskehlen, Füllhölzer und Schiffskehlen mit Taustab- und Zahnschnitt-Profilen, Ständer auf Brüstungshöhe mit Diamantquadern, Balkenköpfe und Knaggen mit horizontaler Profilierung. | 36600254 |      |
| Bäckerstraße 3 51° 54′ 22″ N, 10° 25′ 24″ O       | Anbau                     | Dreigeschossiger Fachwerkbau mit Pultdach, rückwärtig an das straßenseitige Ackerbürgerhaus angebaut; Fassade fachwerksichtig, Gefache mit Backsteinmauerwerk ausgefacht, Giebelseite mit Schiefer verkleidet. | 40508725 | BW   |
| Bäckerstraße 5 51° 54′ 22″ N, 10° 25′ 26″ O       | Wohnhaus                  | Zweigeschossiger Fachwerkbau mit Satteldach in Ziegeldeckung, traufständig. Fassade fachwerksichtig, Ständerbauweise. | 36512303 |      |
| Bäckerstraße 6 51° 54′ 23″ N, 10° 25′ 26″ O       | Wohnhaus                  | Zweigeschossiger Fachwerkbau mit Satteldach in Ziegeldeckung, traufständig. Fassade fachwerksichtig, regelmäßige Gefacheinteilung mit schmalen Zwischengefachen. | 36512333 |      |
| Bäckerstraße 7 51° 54′ 23″ N, 10° 25′ 27″ O       | Wohnhaus                  | Zweigeschossiger Fachwerkbau mit Satteldach in Ziegeldeckung, traufständig. Fassade fachwerksichtig, regelmäßige Gefacheinteilung mit schmalen Zwischengefachen, Giebelseite mit Schiefer verkleidet. | 36512361 |      |
| Bäckerstraße 7 51° 54′ 23″ N, 10° 25′ 26″ O       | Hinterhaus                | Eineinhalbgeschossiger Fachwerkbau mit Satteldach in Ziegeldeckung. Fassade fachwerksichtig. | 36587058 | BW   |
| Bäckerstraße 7a 51° 54′ 23″ N, 10° 25′ 27″ O      | Wohnhaus                  | Zweigeschossiger Fachwerkbau mit Satteldach in Ziegeldeckung, traufständiges Eckhaus. Straßenfassade im EG mit Schiefer verkleidet, im OG fachwerksichtig. | 36512389 |      |
| Bäckerstraße 8 51° 54′ 23″ N, 10° 25′ 28″ O       | Wohnhaus                  | Dreigeschossiger Fachwerkbau mit Satteldach in Ziegeldeckung, traufständiges Eckhaus. Fassaden fachwerksichtig, Straßenfassade mit schmalen Zwischengefachen, Giebelseite mit Schiefer verkleidet. | 36512417 |      |
| Bäckerstraße 8 51° 54′ 24″ N, 10° 25′ 27″ O       | Garage                    | Eineinhalbgeschossiges Gebäude mit Pultdach in Ziegeldeckung giebelständig zur Obergasse. Giebelseite im unteren Bereich verputzt, im Giebelbereich mit Schiefer verkleidet, Längsseite mit Fachwerkapplikation. | 36575890 |      |
| Bäckerstraße 9 51° 54′ 24″ N, 10° 25′ 28″ O       | Wohnhaus                  | Zweigeschossiger Massivbau mit Mansarddach und mittigem Zwerchhaus, traufständig mit seitlichen Bauwichen. Fassade verputzt, Zwerchhaus mit Erker im 1. OG mit Fachwerkfassade. | 36512447 |      |
| Bäckerstraße 11 51° 54′ 24″ N, 10° 25′ 29″ O      | Wohnhaus                  | Zweigeschossiger Fachwerkbau mit Satteldach in Ziegeldeckung, traufständig mit seitlichem Bauwich. Fassade verputzt, Giebelseite mit Holz verschalt. | 36561009 |      |
| Bäckerstraße 12 51° 54′ 24″ N, 10° 25′ 29″ O      | Wohnhaus                  | Zweigeschossiger Fachwerkbau mit Satteldach in Ziegeldeckung, traufständig. Fassade mit Schiefer verkleidet. | 36512475 |      |
| Bäckerstraße 12 51° 54′ 25″ N, 10° 25′ 29″ O      | Hinterhaus                | Zweigeschossiges Gebäude mit Satteldach in Ziegeldeckung auf winkelförmigem Grundriss. Fassade verputzt. | 36575818 | BW   |
| Bäckerstraße 13 51° 54′ 25″ N, 10° 25′ 30″ O      | Wohn-/ Wirtschaftsgebäude | Zweigeschossiger Fachwerkbau mit Satteldach in Ziegeldeckung, traufständig. Fassade mit Schiefer verkleidet, ehemalige Einfahrt mit Ladeneinbau zugesetzt; eingeschossiger Anbau am Ostgiebel, mit Pultdach in Ziegeldeckung, mit Schiefer verkleidet. | 36600286 |      |
| Bäckerstraße 13 51° 54′ 25″ N, 10° 25′ 29″ O      | Nebengebäude              | Zweigeschossiger Massivbau mit Pultdach in Ziegeldeckung. Fassade verputzt, Kniestock des Dachgeschosses fachwerksichtig, Zwerchhaus mit Ladeluke. | 36576654 | BW   |
| Bäckerstraße 14 51° 54′ 25″ N, 10° 25′ 31″ O      | Mauer                     | Mauerfragment, grobes Bruchsteinmauerwerk. Eventuell Rest einer mittelalterlichen Kemenate. Einbeziehung als Sockelmauerwerk in der Stirnseite eines rückwärtigen Nebengebäudes. | 36595118 |      |
| Bäckerstraße 14 51° 54′ 25″ N, 10° 25′ 32″ O      | Wohnhaus                  | Zweigeschossiger Bau mit Satteldach in Ziegeldeckung, traufständig. Fassade im EG mit Holz verschalt, OG und Giebelseite mit Schiefer verkleidet. | 36512503 |      |
| Bäckerstraße 15 51° 54′ 26″ N, 10° 25′ 32″ O      | Wohnhaus                  | Zweigeschossiger Fachwerkbau mit Satteldach und Ziegeldeckung und mittigem Zwerchhaus, traufständig mit rückwärtiger Hoffläche. Fassade fachwerksichtig, Giebelseite mit Schiefer verkleidet; Oberstock leicht vorkragend. | 36512529 |      |
| Bäckerstraße 15 51° 54′ 26″ N, 10° 25′ 32″ O      | Hinterhaus                | Zweigeschossiger Fachwerkbau auf L-förmigem Grundriss. Westlicher Gebäudeflügel: Westfassade im EG mit Holz verschalt, im OG mit Schiefer verkleidet. Nördlicher Gebäudeflügel: Nordfassade fachwerksichtig, Gefache mit geschlemmten Backsteinen ausgefacht. | 36570679 |      |
| Bäckerstraße 15 51° 54′ 26″ N, 10° 25′ 32″ O      | Hof                       | | 36568901 | BW   |
| Bäckerstraße 16 51° 54′ 26″ N, 10° 25′ 33″ O      | Wohnhaus                  | Zweigeschossiger Fachwerkbau mit Satteldach in Ziegeldeckung, traufständig. Fassade im EG mit Holz verschalt, im OG mit Schiefer verkleidet. Hofseitig zweigeschossiger Anbau mit Dachterrasse, Fassade mit Holz verschalt. | 36512557 |      |
| Bäckerstraße 17 51° 54′ 26″ N, 10° 25′ 33″ O      | Wohn-/ Wirtschaftsgebäude | Zweigeschossiger Fachwerkbau mit Satteldach in Ziegeldeckung, traufständig. Fassade fachwerksichtig, EG mit Schaufensterverglasung. | 36600314 |      |
| Bäckerstraße 18 51° 54′ 26″ N, 10° 25′ 34″ O      | Wohnhaus                  | Zweigeschossiger Fachwerkbau mit Satteldach in Ziegeldeckung, traufständig. Fassade fachwerksichtig, im EG rechtsseitig nachträgliche Schaufensteröffnung. | 36512584 |      |
| Bäckerstraße 18 51° 54′ 27″ N, 10° 25′ 34″ O      | Nebengebäude              | Eineinhalbgeschossiger Fachwerkbau mit flach geneigtem Pultdach. Fassade fachwerksichtig. | 39908177 |      |
| Bäckerstraße 18 51° 54′ 27″ N, 10° 25′ 33″ O      | Nebengebäude              | Zweigeschossiges Nebengebäude mit flach geneigtem Pultdach. EG in Massivbauweise, Putzfassade, OG in Fachwerkbauweise, fachwerksichtig, mit Backsteinmauerwerk ausgefacht. | 36571578 |      |
| Bäckerstraße 19 51° 54′ 26″ N, 10° 25′ 34″ O      | Wohnhaus                  | Zweigeschossiger Fachwerkbau mit Krüppelwalmdach in Ziegeldeckung, traufständiges Eckhaus; rückwärtig zweigeschossiger Seitenflügel. Straßenfassade fachwerksichtig, Giebelseite im EG mit Holz verschalt, im OG mit Schiefer verkleidet. | 36512612 |      |
| Bäckerstraße 36 51° 54′ 32″ N, 10° 25′ 50″ O      | Wohnhaus                  | Dreigeschossiger Massivbau mit Satteldach in Ziegeldeckung, traufständig mit seitlichem Bauwich. Fassade verputzt, Fensteröffnungen und mittlere Fensterachse mit reichhaltigem Stuckdekor in floralen Formen. Inschrift „1906“ im 2. OG im Fenstersturz über der mittleren Fensterachse. | 36512642 |      |
| Bäckerstraße 36 51° 54′ 32″ N, 10° 25′ 49″ O      | Hinterhaus                | | 39947144 |      |
| Bäckerstraße 37 51° 54′ 32″ N, 10° 25′ 50″ O      | Wohnhaus                  | Zweigeschossiger Fachwerkbau mit Satteldach in Ziegeldeckung, traufständig mit seitlichem Bauwich. Fassade mit Schiefer verkleidet, OG leicht vorkragend, Seitengiebel mit Eternitschindeln verkleidet. | 36512672 |      |
| Bäckerstraße 37 51° 54′ 32″ N, 10° 25′ 50″ O      | Nebengebäude              | Eingeschossiger Fachwerkbau mit Pultdach in Ziegeldeckung, frei stehend. | 36576702 |      |
| Bäckerstraße 38 51° 54′ 32″ N, 10° 25′ 51″ O      | Wohnhaus                  | Zweigeschossiger Fachwerkbau mit Satteldach in Schieferdeckung, traufständig. Fassade fachwerksichtig, Brüstungsgefache im OG mit gebuckelten Fußstreben. | 36512700 |      |
| Bäckerstraße 39 51° 54′ 32″ N, 10° 25′ 51″ O      | Wohnhaus                  | Zweigeschossiger Fachwerkbau mit Satteldach in Ziegeldeckung, traufständig. Fassade fachwerksichtig, Schwelle mit Abfasungen, Balkenköpfe mit horizontaler Profilierung, Brüstungsgefache im OG mit gebuckelten Fußstreben. | 36512731 |      |
| Bäckerstraße 40 51° 54′ 32″ N, 10° 25′ 51″ O      | Wohnhaus                  | | 36512761 |      |
| Bäckerstraße 40 51° 54′ 32″ N, 10° 25′ 51″ O      | Nebengebäude              | | 36583034 |      |
| Bäckerstraße 41 51° 54′ 32″ N, 10° 25′ 51″ O      | Wohnhaus                  | | 36512792 |      |
| Bäckerstraße 42 51° 54′ 32″ N, 10° 25′ 52″ O      | Wohnhaus                  | | 36512828 |      |
| Bäckerstraße 43 51° 54′ 32″ N, 10° 25′ 52″ O      | Wohnhaus                  | | 36512859 |      |
| Bäckerstraße 44 51° 54′ 33″ N, 10° 25′ 52″ O      | Wohnhaus                  | | 36512891 |      |
| Bäckerstraße 49 51° 54′ 34″ N, 10° 25′ 55″ O      | Wohnhaus                  | | 36512922 |      |
| Bäckerstraße 49a 51° 54′ 34″ N, 10° 25′ 56″ O     | Wohnhaus                  | | 36512951 |      |
| Bäckerstraße 49a 51° 54′ 34″ N, 10° 25′ 56″ O     | Nebengebäude              | | 36576531 | BW   |
| Bäckerstraße 50 51° 54′ 34″ N, 10° 25′ 56″ O      | Wohnhaus                  | | 36512980 |      |
| Bäckerstraße 50 51° 54′ 34″ N, 10° 25′ 56″ O      | Waschhaus / Stall         | | 36576459 | BW   |
| Bäckerstraße 50 51° 54′ 34″ N, 10° 25′ 56″ O      | Stall                     | | 40057498 | BW   |
| Bäckerstraße 52 51° 54′ 34″ N, 10° 25′ 57″ O      | Wohnhaus                  | | 36513008 |      |
| Bäckerstraße 53 51° 54′ 34″ N, 10° 25′ 57″ O      | Wohnhaus                  | | 36513038 |      |
| Bäckerstraße 54 51° 54′ 34″ N, 10° 25′ 57″ O      | Wohnhaus                  | | 36513070 |      |
| Bäckerstraße 55 51° 54′ 35″ N, 10° 25′ 57″ O      | Wohnhaus                  | | 36560919 |      |
| Bäckerstraße 56 51° 54′ 34″ N, 10° 25′ 58″ O      | Wohnhaus                  | | 36513102 |      |
| Bäckerstraße 56 51° 54′ 35″ N, 10° 25′ 58″ O      | Nebengebäude              | | 36576435 | BW   |
| Bäckerstraße 57 51° 54′ 34″ N, 10° 25′ 59″ O      | Wohnhaus                  | | 36513131 |      |
| Bäckerstraße 58 51° 54′ 35″ N, 10° 26′ 0″ O       | Wohnhaus                  | | 36513159 |      |
| Bäckerstraße 58 51° 54′ 35″ N, 10° 25′ 59″ O      | Wohnhaus                  | | 40066835 |      |
| Bäckerstraße 58 51° 54′ 35″ N, 10° 26′ 0″ O       | Lagerhaus                 | | 36590122 | BW   |
| Bäckerstraße 58a 51° 54′ 35″ N, 10° 26′ 1″ O      | Wohnhaus                  | | 36513188 |      |
| Bäckerstraße 59 51° 54′ 35″ N, 10° 26′ 1″ O       | Wohnhaus                  | | 36513218 |      |
| Bäckerstraße 59a 51° 54′ 35″ N, 10° 26′ 2″ O      | Wohnhaus                  | | 36514085 |      |
| Bäckerstraße 60 51° 54′ 35″ N, 10° 26′ 2″ O       | Wohnhaus                  | | 36514113 |      |
| Bäckerstraße 60a 51° 54′ 35″ N, 10° 26′ 3″ O      | Wohnhaus                  | | 36514140 |      |
| Bäckerstraße 61 51° 54′ 36″ N, 10° 26′ 4″ O       | Wohnhaus                  | | 36514167 |      |
| Bäckerstraße 65 51° 54′ 36″ N, 10° 26′ 7″ O       | Wohnhaus                  | | 36560831 |      |
| Bäckerstraße 65 51° 54′ 37″ N, 10° 26′ 7″ O       | Anbau                     | | 40541663 |      |
| Bäckerstraße 66 51° 54′ 36″ N, 10° 26′ 7″ O       | Wohnhaus                  | | 36514192 |      |
| Bäckerstraße 67 51° 54′ 37″ N, 10° 26′ 11″ O      | Wohnhaus                  | | 36514219 |      |
| Bäckerstraße 68 51° 54′ 36″ N, 10° 26′ 10″ O      | Wohnhaus                  | | 36514246 |      |
| Bäckerstraße 68a 51° 54′ 36″ N, 10° 26′ 9″ O      | Wohnhaus                  | | 36514280 |      |
| Bäckerstraße 68b 51° 54′ 36″ N, 10° 26′ 9″ O      | Wohnhaus                  | | 36514307 |      |
| Bäckerstraße 68c 51° 54′ 36″ N, 10° 26′ 9″ O      | Wohnhaus                  | | 36514334 |      |
| Bäckerstraße 69 51° 54′ 36″ N, 10° 26′ 8″ O       | Wohnhaus                  | | 36514362 |      |
| Bäckerstraße 69 51° 54′ 36″ N, 10° 26′ 9″ O       | Nebengebäude              | | 40060328 |      |
| Bäckerstraße 70 51° 54′ 36″ N, 10° 26′ 7″ O       | Wohnhaus                  | | 36514389 |      |
| Bäckerstraße 71 51° 54′ 36″ N, 10° 26′ 6″ O       | Wohnhaus                  | | 36514416 |      |
| Bäckerstraße 72 51° 54′ 35″ N, 10° 26′ 5″ O       | Wohnhaus                  | | 36514445 |      |
| Bäckerstraße 72 51° 54′ 35″ N, 10° 26′ 5″ O       | Nebengebäude              | | 36588364 | BW   |
| Bäckerstraße 73 51° 54′ 35″ N, 10° 26′ 5″ O       | Wohnhaus                  | | 36514473 |      |
| Bäckerstraße 74 51° 54′ 35″ N, 10° 26′ 4″ O       | Wohnhaus                  | | 36514502 |      |
| Bäckerstraße 74a 51° 54′ 35″ N, 10° 26′ 4″ O      | Wohnhaus                  | | 36514531 |      |
| Bäckerstraße 74b 51° 54′ 35″ N, 10° 26′ 3″ O      | Wohnhaus                  | | 36514558 |      |
| Bäckerstraße 75 51° 54′ 35″ N, 10° 26′ 3″ O       | Wohnhaus                  | | 36514597 |      |
| Bäckerstraße 75a 51° 54′ 35″ N, 10° 26′ 2″ O      | Wohnhaus                  | | 36514624 |      |
| Bäckerstraße 75b 51° 54′ 35″ N, 10° 26′ 2″ O      | Wohnhaus                  | | 36514653 |      |
| Bäckerstraße 75b 51° 54′ 34″ N, 10° 26′ 2″ O      | Nebengebäude              | | 36574000 | BW   |
| Bäckerstraße 76 51° 54′ 34″ N, 10° 26′ 2″ O       | Wohnhaus                  | | 36514682 |      |
| Bäckerstraße 76 51° 54′ 34″ N, 10° 26′ 2″ O       | Stall                     | | 40167594 | BW   |
| Bäckerstraße 77 51° 54′ 34″ N, 10° 26′ 1″ O       | Wohnhaus                  | | 36514706 |      |
| Bäckerstraße 78 51° 54′ 34″ N, 10° 26′ 0″ O       | Wohn-/ Geschäftshaus      | | 36514734 |      |
| Bäckerstraße 79 51° 54′ 34″ N, 10° 25′ 59″ O      | Wohn-/ Geschäftshaus      | | 36600342 |      |
| Bäckerstraße 79 51° 54′ 34″ N, 10° 25′ 59″ O      | Nebengebäude              | | 36588436 |      |
| Bäckerstraße 80 51° 54′ 34″ N, 10° 25′ 59″ O      | Wohnhaus                  | | 36514763 |      |
| Bäckerstraße 81 51° 54′ 34″ N, 10° 25′ 58″ O      | Wohnhaus                  | | 36514791 |      |
| Bäckerstraße 81 51° 54′ 33″ N, 10° 25′ 58″ O      | Nebengebäude              | | 36573781 |      |
| Bäckerstraße 82 51° 54′ 33″ N, 10° 25′ 57″ O      | Wohnhaus                  | | 36514820 |      |
| Bäckerstraße 82 51° 54′ 33″ N, 10° 25′ 58″ O      | Nebengebäude              | | 36573756 |      |
| Bäckerstraße 83 51° 54′ 33″ N, 10° 25′ 57″ O      | Wohnhaus                  | | 36514850 |      |
| Bäckerstraße 86 51° 54′ 33″ N, 10° 25′ 54″ O      | Wohnhaus                  | | 36514901 |      |
| Bäckerstraße 86 51° 54′ 32″ N, 10° 25′ 54″ O      | Nebengebäude              | | 36573708 |      |
| Bäckerstraße 89 51° 54′ 32″ N, 10° 25′ 53″ O      | Wohnhaus                  | Zweigeschossiger Fachwerkbau mit Krüppelwalmdach in Ziegeldeckung, traufständiges Eckhaus. Fassade fachwerksichtig, mit schmalen Zwischengefache, Oberstock leicht vorkragend; EG an der Gebäudeecke leicht angeschrägt. | 36514929 |      |
| Bäckerstraße 90 51° 54′ 32″ N, 10° 25′ 52″ O      | Wohnhaus                  | Zweigeschossiger Fachwerkbau mit Satteldach in Ziegeldeckung, traufständig. Fassade fachwerksichtig, mit schmalen Zwischengefachen, Oberstock leicht vorkragend. | 36514965 |      |
| Bäckerstraße 90 51° 54′ 32″ N, 10° 25′ 52″ O      | Nebengebäude              | | 36577117 | BW   |
| Bäckerstraße 91 51° 54′ 32″ N, 10° 25′ 52″ O      | Wohnhaus                  | Zweigeschossiger Fachwerkbau mit Satteldach in Ziegeldeckung, traufständig. Fassade mit Schiefer verkleidet. | 36514993 |      |
| Bäckerstraße 92 51° 54′ 32″ N, 10° 25′ 52″ O      | Wohnhaus                  | Zweigeschossiger Fachwerkbau mit Satteldach in Ziegeldeckung, traufständig. Fassade mit Schiefer verkleidet. | 36515024 |      |
| Bäckerstraße 93 51° 54′ 32″ N, 10° 25′ 52″ O      | Wohnhaus                  | Dreigeschossiger Massivbau mit Satteldach in Ziegeldeckung, traufständig. Fassade verputzt, EG rustiziert, OGs mit Gesimsbändern, Rundbogenfenster im 2. OG. | 36515055 |      |
| Bäckerstraße 94 51° 54′ 31″ N, 10° 25′ 49″ O      | Wohnhaus                  | Zweigeschossiger Fachwerkbau mit Satteldach in Ziegeldeckung, traufständig. Fassade fachwerksichtig. | 36515083 |      |
| Bäckerstraße 95 51° 54′ 30″ N, 10° 25′ 49″ O      | Wohnhaus                  | Zweigeschossiger Fachwerkbau mit Satteldach in Ziegeldeckung, traufständig. Fassade fachwerksichtig, Giebelseite mit Holz verschalt. | 36515111 |      |
| Bäckerstraße 97 51° 54′ 30″ N, 10° 25′ 47″ O      | Wohn-/ Geschäftshaus      | Zweigeschossiger Fachwerkbau mit Mansardwalmdach in Ziegeldeckung und mittigem Zwerchhaus. Fassade fachwerksichtig, ehemaliger Haupteingang in der Mitte des EG 1905 zugesetzt. 1911–12 westlich angrenzender Erweiterungsbau. | 36600370 |      |
| Bäckerstraße 97 51° 54′ 30″ N, 10° 25′ 47″ O      | Geschäftshaus Schwikkard  | Erweiterungsbau eines spätklassizistischen Wohn- und Geschäftshauses, errichtet 1911–12 nach Entwürfen des Goslarer Architekten Heinrich Ehelolf für den Apotheker Friedrich Schwikkard. Zweigeschossiger Massivbau mit Mansardwalmdach in Ziegeldeckung und mit mittigem Zwerchhaus, traufständig; Kubatur angeglichen an den Ursprungsbau, aber durch ein Zurücksetzen aus der Fassadenflucht in räumliche Gegenüberstellung gebracht. Fassade verputzt, EG mit Schaufensterverglasung, 1. OG mit mittigem Erker. | 50007857 |      |
| Bäckerstraße 102 51° 54′ 28″ N, 10° 25′ 43″ O     | Wohnhaus                  | Zweigeschossiger Fachwerkbau mit Krüppelwalmdach in Ziegeldeckung und Dachgaube im westlichen Dachbereich, traufständig. Fassade verputzt, Dachgaube mit Schiefer verkleidet; Hofseite fachwerksichtig. | 36515139 |      |
| Bäckerstraße 103 51° 54′ 28″ N, 10° 25′ 43″ O     | Wohn-/ Geschäftshaus      | Zweigeschossiger Fachwerkbau mit Krüppelwalmdach in Ziegeldeckung, traufständiges Eckhaus. Fassade im EG mit Ladeneinbau und Schaufensterverglasung, im OG mit Schiefer verkleidet; Giebelseite im EG fachwerksichtig. | 36515167 |      |
| Bäckerstraße 104 51° 54′ 27″ N, 10° 25′ 40″ O     | Geschäftshaus Hottenrott  | Zweigeschossiges Eckhaus mit Satteldach, traufständig. Gebäudekomplex, bestehend aus Kopfbau zur Bäckerstraße sowie rückwärtigem Lagertrakt zur Hokenstraße. Fassaden im EG mit Schaufenstern verglast, im OG mit Schiefer verkleidet, 1977/78 Aufbau von Zwerchhäusern zur Bäckerstraße und zur Fischemäkerstraße. | 36600397 |      |
| Bäckerstraße 105 51° 54′ 26″ N, 10° 25′ 38″ O     | Wohn-/ Geschäftshaus      | Zweigeschossiges Gebäude mit Satteldach in Ziegeldeckung, traufständig. Fassade im EG verputzt, mit Schaufensterverglasung, im OG mit Schiefer verkleidet. | 36600425 |      |
| Bäckerstraße 105 51° 54′ 26″ N, 10° 25′ 38″ O     | Hinterhaus                | Eingeschossiger abgetreppter Massivbau mit Flachdach. | 36584100 | BW   |
| Bäckerstraße 106 51° 54′ 26″ N, 10° 25′ 37″ O     | Wohn-/ Geschäftshaus      | Zweigeschossiger Fachwerkbau mit Satteldach in Ziegeldeckung, traufständig. Fassade fachwerksichtig, unregelmäßige Gefacheinteilung mit schmalen Zwischengefachen, Giebelseite mit Schiefer verkleidet. | 36515195 |      |
| Bäckerstraße 106 51° 54′ 26″ N, 10° 25′ 37″ O     | Hinterhaus                | Zweigeschossiger Fachwerkbau mit Satteldach in Ziegeldeckung. Fassade im EG verputzt, im OG mit Schiefer verkleidet, Giebelseite fachwerksichtig. | 36586010 | BW   |
| Bäckerstraße 108 51° 54′ 26″ N, 10° 25′ 35″ O     | Haus Brückmann            | Einfamilienhaus für den Arzt Dr. Brückmann, erbaut 1925–26 nach Entwürfen des Goslarer Architekturbüros Ehelolf & Heister. Zweigeschossiger Massivbau mit Satteldach, frei stehend; Mittelrisalit mit Zwerchhaus, im Sockelbereich mit horizontaler Natursteinbänderung; giebelseitig Erker im EG. | 36515223 | BW   |
| Bäckerstraße 109 51° 54′ 25″ N, 10° 25′ 34″ O     | Wohnhaus                  | Zweigeschossiger Fachwerkbau mit Walmdach in Ziegeldeckung, traufständiges Eckhaus; Zwerchhäuser mit Fluggespärre zu beiden Straßenseiten; zweigeschossiger Erweiterungsbau mit Flachdach am Südgiebel an der Münzstraße. Fassaden fachwerksichtig, Gefache mit Backsteinmauerwerk ausgefacht, Sockel in Sandsteinmauerwerk. | 36515250 |      |
| Bäckerstraße 110 51° 54′ 25″ N, 10° 25′ 33″ O     | Wohnhaus                  | Eingeschossiger Fachwerkbau mit Satteldach in Ziegeldeckung, giebelständig in Richtung Straße. Fassade fachwerksichtig. | 39983707 |      |
| Bäckerstraße 110 51° 54′ 25″ N, 10° 25′ 33″ O     | Nebengebäude              | Eineinhalbgeschossiger Fachwerkbau mit Pultdach, giebelständig in offener Straßenrandbebauung. Fassade fachwerksichtig. | 36560764 |      |
| Bäckerstraße 111 51° 54′ 25″ N, 10° 25′ 32″ O     | Wohn-/ Geschäftshaus      | Zweigeschossiger Fachwerkbau mit Satteldach in Ziegeldeckung, traufständig. Fassade mit EG mit Ladeneinbau und Schaufensterverglasung, im OG mit Schiefer verkleidet. | 36600453 |      |
| Bäckerstraße 112 51° 54′ 25″ N, 10° 25′ 32″ O     | Wohn-/ Geschäftshaus      | Zweigeschossiger Fachwerkbau mit Satteldach in Schieferdeckung, traufständiges Eckhaus. EG mit Ladeneinbau und Schaufensterverglasung, OG und Giebel mit Schiefer verkleidet. | 36560719 |      |
| Bäckerstraße 113 51° 54′ 24″ N, 10° 25′ 30″ O     | Wohn-/ Geschäftshaus      | Zweigeschossiger Bau mit Satteldach in Ziegeldeckung, traufständig. Fassade mit Schiefer verkleidet, im EG Ladeneinbau mit Schaufensterverglasung. | 36563027 |      |
| Bäckerstraße 113a 51° 54′ 24″ N, 10° 25′ 30″ O    | Wohnhaus                  | Zweigeschossiger Fachwerkbau mit Satteldach in Ziegeldeckung, traufständig. Fassade mit Schiefer verkleidet. | 36515278 |      |
| Bäckerstraße 114 51° 54′ 24″ N, 10° 25′ 30″ O     | Wohnhaus                  | Zweigeschossiger Fachwerkbau mit Satteldach in Ziegeldeckung, traufständig. Fassade fachwerksichtig, Gefache mit Backsteinmauerwerk gefüllt. | 36515305 |      |
| Bäckerstraße 114a 51° 54′ 24″ N, 10° 25′ 29″ O    | Wohnhaus                  | Zweigeschossiger Fachwerkbau mit Satteldach in Ziegeldeckung, traufständig. Fassade fachwerksichtig, Gefache mit Backsteinmauerwerk gefüllt. Rückwärtig eingeschossiger Anbau, ehemaliges Waschhaus, Mauerwerksfassade, geschlemmt. | 36515334 |      |
| Bäckerstraße 114c 51° 54′ 23″ N, 10° 25′ 29″ O    | Torhaus                   | Tordurchfahrt mit Satteldach in Ziegeldeckung, traufständig. Fassade verputzt. | 39929363 |      |
| Bäckerstraße 115 51° 54′ 23″ N, 10° 25′ 28″ O     | Wohnhaus                  | Wohnhaus, errichtet 1893/94 von August Wehmeyer nach eigenem Entwurf. Zweigeschossiger Fachwerkbau mit Satteldach in Ziegeldeckung, traufständig. Fassade fachwerksichtig, Sockel aus Natursteinmauerwerk. Hofseitig eingeschossiger Anbau mit ehemaligem Waschhaus und Stall Fassade fachwerksichtig. | 36515363 |      |
| Bäckerstraße 115a 51° 54′ 23″ N, 10° 25′ 28″ O    | Wohn-/ Geschäftshaus      | Dreigeschossiger Fachwerkbau mit Pult-Walmdach, traufständig. Fassade fachwerksichtig, EG mit Schaufensterverglasung. | 36600481 |      |
| Bäckerstraße 116 (?) 51° 54′ 22″ N, 10° 25′ 27″ O | Nebengebäude              | Eingeschossiger Fachwerkbau mit Satteldach in Ziegeldeckung, traufständig. Fassade fachwerksichtig, Toröffnung mit zweiflügeligem Holztor. | 36583009 | BW   |